# Robert Stack
Charles Langford Modini Stack (Los Ángeles, 13 de enero de 1919-Beverly Hills, 14 de mayo de 2003), más conocido como Robert Stack, fue un actor estadounidense de teatro y cine. Conocido por las series de televisión Los Intocables (1959) y Misterios sin resolver (1987-2002). 

## Carrera

### Inicios
Empezó como joven galán secundario en una de las primeras películas de la estrella juvenil y luego olvidada Deanna Durbin. El primer amor, de Henry Koster (1939), y en un segundo pero jugoso plano detrás de James Stewart y Margaret Sullavan en un drama antinazi convertido con el tiempo en un pequeño clásico del cine comprometido de su época: The Fatal Storm (Tormenta mortal) (1940), del maestro Frank Borzage.
En 1941 protagoniza un agradable wéstern paródico de serie B (Aventureros en Dakota, de Alfred E. Green) junto con la deliciosa actriz Ann Rutherford, y ya en 1942 le llega su primera oportunidad interpretando a un soldado en uno de los sketches más recordados de la historia del cine en un título tan mítico como brillante: Ser o no ser (película), o la mejor parodia-sátira del nazismo junto con El gran dictador, de Charles Chaplin (1940), del gran realizador alemán —por entonces afincado en Hollywood— Ernst Lubitsch.
En ese mismo año protagoniza El escuadrón de las águilas, de Arthur Lubin, película bélica apenas vista en Europa que cuenta la historia de varios pilotos estadounidenses enrolados en la RAF durante la Segunda Guerra Mundial, y otro wéstern de serie B hasta que es llamado a filas. Su carrera profesional se interrumpe así hasta 1948, año en el que se estrena un filme propagandístico y de tono menor pero narrado con el pulso característico de su director, Raoul Walsh, titulado Escuadrón de combate, donde Stack queda casi ensombrecido en pantalla por la interpretación, como siempre excelente, del inolvidable actor secundario Edmond O'Brien.

### El éxito
La carrera del actor empieza a afianzarse ahora, primero como actor principal de una serie de cintas de aventuras y wésterns de serie B, donde su rostro comienza a hacerse familiar para el público de todas las edades. Se enmarcan aquí títulos como El torero y la dama (1951) de Budd Boetticher, un título menor pero no despreciable de su infravalorado director; Mi hermano, el forajido, de Elliott Nugent (1951), destacable wéstern donde trabaja junto con los ya consagrados Mickey Rooney y Robert Preston y a la por entonces prometedora Wanda Hendrix, estrenándose en el papel de villano; Bwana, el diablo de la selva, uno de los mejores filmes de aventuras rodados en 3D que se recuerdan, de Arch Oboler (1952); La conquista de Cochise (1954), junto con John Hodiak, que supone su primera colaboración con el artesano William Castle y su primera encarnación de un personaje histórico; y la entrañable cinta de aventuras Guante de acero, de William Castle (1954), en compañía de la bella actriz Ursula Thiess. A la vez, Stack comienza a aparecer en algunos episodios de series de TV (Lights out, The 20th Century-Fox Hour o Lux Video Theatre, por ejemplo).
A partir de 1954 su vida profesional da un giro, y empieza a encadenar películas de mayor presupuesto y acogida comercial: The High and the Mighty (1954, William A. Wellman), sólido drama de catástrofe que se adelantó al famoso subgénero de los años 70 y en un reparto que incluía a John Wayne, Claire Trevor, Laraine Day o Robert Newton; el clásico del cine negro La casa de bambú, de Samuel Fuller (1955), donde realizó su mejor interpretación hasta ese momento, y en donde acompañaba en la trama a Cameron Mitchell, Robert Ryan, un jovencísimo Brad Dexter o el ya por entonces veteranísimo Sessue Hayakawa; La terrible Miss Dove, de Henry Koster (1955), elegante melodrama sureño en el que seducía a una inmensa Jennifer Jones; y el estimable wéstern Una pistola al amanecer (1956), del casi siempre magnífico Jacques Tourneur, junto con Virginia Mayo y Ruth Roman.
En 1956 surge su primera colaboración en los estudios Universal con el reconocido cineasta de origen alemán Douglas Sirk, y con ello Stack entra en su momento más dulce como actor. Se trata de la fastuosa Escrito sobre el viento, recientemente homenajeada por Todd Haynes en Lejos del cielo (2002), que significó su única nominación al Oscar como mejor intérprete secundario de género dramático, al lado de Rock Hudson, Lauren Bacall y Dorothy Malone. En 1958 repite con Sirk en un filme ciertamente fascinante basado en una historia de William Faulkner: Ángeles sin brillo, tercero en discordia entre el matrimonio de aviadores que formaban Rock Hudson y Dorothy Malone, y también junto con Jack Carson. 
Por fin, 1959 se convierte en un año de éxito completo: un filme de aventuras donde trabaja con actores gloriosos en décadas anteriores (Bette Davis, Charles Coburn) llamado El capitán Jones, de John Farrow, y la primera temporada de la serie de TV Los Intocables, junto con Lloyd Nolan, que le reporta un premio Emmy al mejor actor dramático. Sin embargo, esta enorme popularidad parece volverse contra él, y su filmografía comienza a entrar en un bache: El último viaje, de Andrew L. Stone (1960) resulta un fracaso en taquilla pese a lo atractivo de la historia —drama de catástrofe sobre un crucero en alta mar— y pese a compartir cartel con Dorothy McGuire; Los guardianes, de Hall Bartlett (1963) es acogido por crítica y público como un simple drama sentimental de hospital —pese a las interpretaciones de Stack, Polly Bergen, Herbert Marshall y de Joan Crawford—; y su aparición en ¿Arde París?, de René Clément (1966), se ve eclipsada ante el impresionante desfile de estrellas que contiene la película.

### El declive
A mediados de los 60 es invitado a los shows televisivos de Bob Hope y Lucille Ball, pero ante la escasez de buenos papeles decide probar fortuna en el cine comercial europeo —por aquel entonces en su punto álgido debido a las coproducciones— con películas como Los incorruptibles, de James Hill y Frank Winterstein (1967), junto con Elke Sommer, Christian Marquand y Maurizio Arena; la semidesconocida El imperio de los canallas (1967), de Jean Delannoy, en compañía de un contenido Jean Gabin, y la fallida La historia de una mujer, con la fascinante Bibi Andersson como compañera de reparto.
En los años setenta, Stack regresa a los Estados Unidos y concentra sus apariciones en la pequeña pantalla. De este momento, destaca una serie de éxito: El nombre del juego, donde actúa en seis capítulos como estrella invitada; y la teleserie policíaca Most wanted (id., 1976), donde era el absoluto protagonista y de la que rodó solamente una temporada. Por último, en 1979 interviene para la gran pantalla en el mayor fracaso comercial de Steven Spielberg: la comedia 1941 (id.), junto con John Belushi, Toshirô Mifune o Christopher Lee. 
Los 80 suponen su regreso al trabajo activo desde su recuperación para el cine en la paródica Airplane!, de Jim Abrahams y los hermanos Zucker (1980), basada en el superventas de Arthur Hailey que ya diera lugar a la saga iniciada en 1970 por el director George Seaton con la película Aeropuerto. Sigue trabajando en la TV norteamericana desde entonces: Vacaciones en el mar en 1980, Strike force en 1981, Hotel y Murder, She Wrote en 1984, la famosa miniserie George Washington también de 1984, Mujeres de Hollywood en 1985, Falcon Crest en 1987... Hizo la voz de Ultra magnus en la película animada Transformers en 1986 así como alguna incursión como secundario en películas de éxito como el filme bélico Uncommon Valor (1983), de Ted Kotcheff, con Gene Hackman y Fred Ward; la comedia Joe contra el volcán (1990), de John Patrick Shanley (versión libre del clásico de King Vidor de 1932 Ave del paraíso), y el drama costumbrista Mumford (1999) de Lawrence Kasdan.
Fue también el reconocido (y más recordado) narrador de la exitosa serie de fines de los ochenta y los noventa titulada Misterios sin resolver (título en su versión latinoamericana), que investigaba casos de diversas índoles, como ser: asesinatos, búsqueda de personas, actividad paranormal, fraudes, etc.
Además, es justo mencionar que pudo encarnar una vez más a su personaje fetiche —el Eliot Ness de Los intocables— en un justito telefilme de 1991 que se estrenó en los cines de medio mundo.
Robert Stack falleció a los 84 años de edad el 14 de mayo de 2003, de un ataque al corazón.

## Premios y distinciones
Premios Óscar
| Año  | Categoría              | Película                | Resultado |
| ---- | ---------------------- | ----------------------- | --------- |
| 1957 | Mejor actor de reparto | Escrito sobre el viento | Nominado  |